# Musée littéraire de Krasnoïarsk
Le musée littéraire de Krasnoïarsk (Литературный музей), ou Musée Astafiev, est un musée littéraire situé à Krasnoïarsk en Sibérie (Russie). C'est une filiale du musée régional de Krasnoïarsk.

## Historique
Le musée se trouve dans un ancien hôtel particulier de bois et de pierre avec des éléments de style pseudo-gothique et d'Art nouveau qui appartenait à Frieda Zuckermann, veuve d'un marchand juif de la guilde, dont le mari, Élie Markovitch Zuckermann avait fait fortune à Odessa et fut envoyé en exil à Krasnoïarsk en 1874, où il ouvrit une briqueterie. L'édifice a été réaménagé en 1910-1913 par l'architecte Vladimir Sokolovski (1874-1959). C'était à la fin du XIXe siècle une des demeures les plus imposantes de Krasnoïarsk, ville alors en plein développement : le Transsibérien l'atteint le 6 décembre 1895. Le gouverneur du gouvernement du Ienisseï (nom à l'époque de la province) demeura dans cette maison en 1894. Après la prise de la ville par les Bolchéviques en 1919, la maison est nationalisée et la famille Zuckermann part en émigration aux États-Unis. On y installe une commune des Soviets (l'une des premières de la ville), ainsi qu'un foyer de pilotes, et enfin la maison est divisée en logements, jusque dans les années 1980.
L'idée d'y installer un musée remonte à 1946, après l'ouverture à Krasnoïarsk d'une filiale de l'Union des écrivains soviétiques. Une commission s'organise sous la direction de l'écrivain Aaron Gourevitch (1924-2006), mais il faut attendre 1956 pour recueillir suffisamment d'objets d'exposition. L'initiative de l'ouverture du musée revient à l'écrivain Viktor Astafiev (1924-2001). Elle a lieu le 6 juin 1997, après restauration des bâtiments.

## Collections

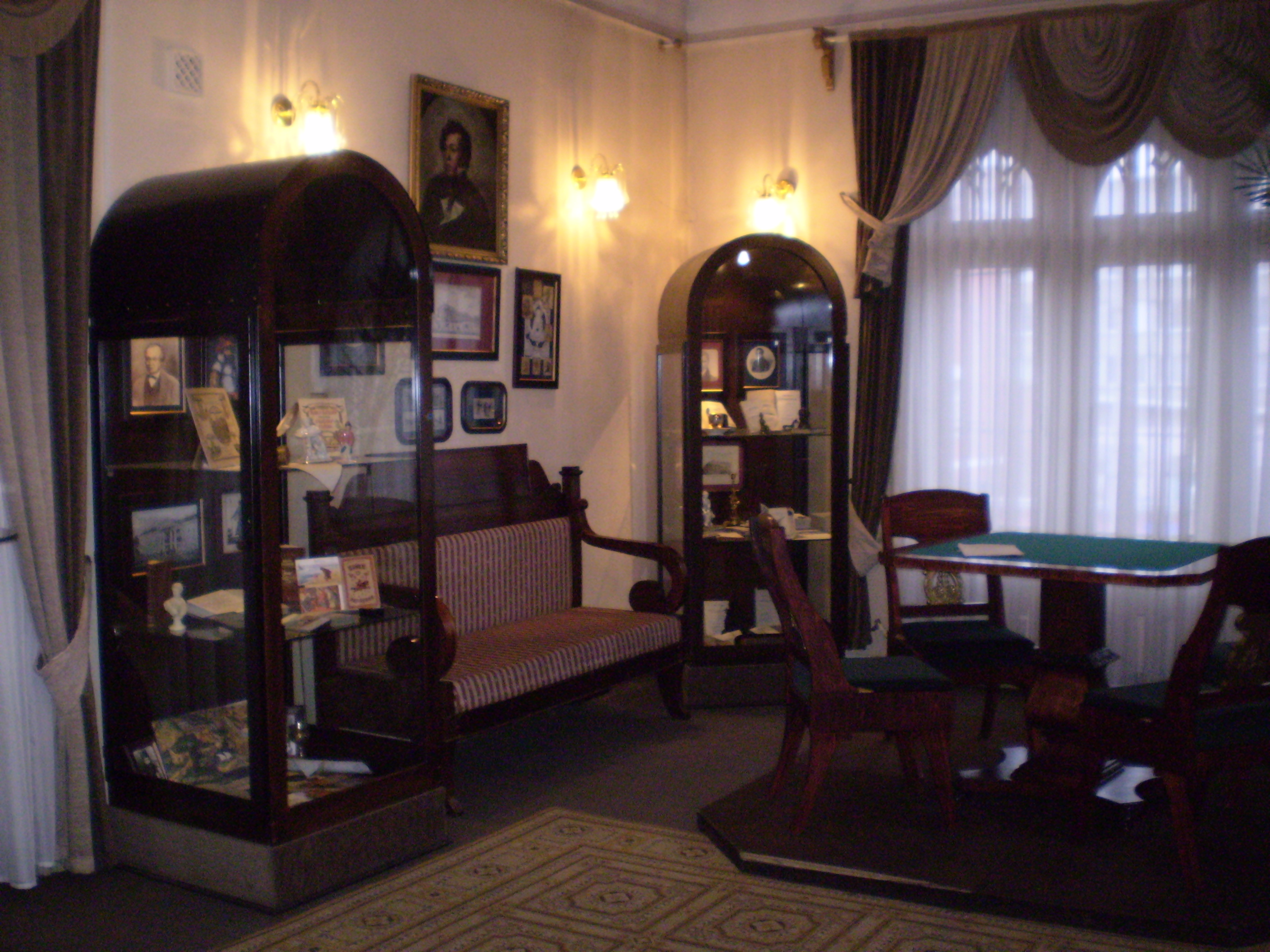
Une des salles du musée avec un portrait du gouverneur Alexandre Stepanov (1781-1837)

Le musée est exclusivement consacré aux écrivains sibériens et à la littérature traitant de la Sibérie. On y trouve des pièces uniques, des autographes, manuscrits, documents littéraires, photographies, etc., mais aussi du mobilier et des œuvres d'art du XIXe siècle, ainsi que des livres et des revues ou journaux des XIXe et XXe siècles.
La bibliothèque du musée conserve les archives et les livres d'écrivains sibériens, tels que Viktor Astafiev, Sergueï Sartakov (1908-2005), Piotr Petrov (1892-1941), Mikhaïl Ocharov (1894-1937), Alexeï Tcherkassov (1915-1973), Anatoli Tchmykhalo (1924), etc.
Le musée organise régulièrement des conférences et des lectures publiques.

## Source
- (ru) Cet article est partiellement ou en totalité issu de l’article de Wikipédia en russe intitulé « Литературный музей (Красноярск) » (voir la liste des auteurs).